# Octopoda
Az Octopoda a fejlábúak (Cephalopoda) osztályába tartozó belsővázas fejlábúak (Coleoidea) alosztályának nyolckarú polipok (Octopodiformes) öregrendjének egyik rendje.
Az Octopoda fajok között is nagy méretbeli különbségek vannak, ezek azonban korántsem akkorák, mint amilyenekkel a Decapodák körében találkozhatunk. A legnagyobb Octopodák teljes hossza mintegy 6 méter, a legkisebbek pedig alig pár centiméter hosszúak. Az Octopodák - szemben a Decapodákkal - mindig zömök testűek, zsák formájúak. Karjaik olykor igen hosszúak is lehetnek (elérhetik az 5 méteres hosszúságot), és rendszerint sokkal mozgékonyabbak, mint a Decapodáké. Az Octopoda név fejezi ki, hogy nyolc karjuk van. Egyes nemeknél megtalálható a karok közötti bőrlebeny, vitorla (velum). Jellegzetesek az Octopodák tapadókorongjai is, ugyanis mindig széles alappal ülnek a karokon, tehát egyetlen fajuknak sincs nyeles tapadókorongja, de fogazott gyűrű sem található külső peremükön. Ezért mindennemű sima tárgyhoz rendkívüli erővel tud tapadni. A Decapodákra oly jellemző úszókat az Octopodák körében csak a legősibb képviselőiken találunk, legtöbb csoportjuk körében már nincs testuszony.
Az Octopodákat két alrendbe soroljuk. Rendszerezésükben a karokon lévő cirruszok, az úszók és világítószervek, valamint a tintazacskó jut szerephez, minthogy az említett szervek egy részükön megvannak, más részükön pedig hiányzanak. Két rendjük ismertetése során csak a legjellegzetesebb családoknak, illetve ezek ismertebb képviselőinek tárgyalására szorítkozunk.

## Cirattaalrend
E csoportba többnyire kicsiny, 20 cm-nél kisebb állatok tartoznak. Jellegzetességük, hogy nagy kartölcsérük van, a karjaikon pedig nemcsak tapadókorongok, hanem sorokba rendeződött cirruszok is ülnek. Tintazacskójuk hiányzik.

### Cirroteuthidae család
Feltűnő jellegzetességük, hogy testükhöz képest hosszú karjaikat bőrlebeny köti össze, ezért kartölcsérük nagy méretű. A kicsiny, teljes hosszúság egyharmadánál is rövidebb test hátul kúpszerűen kihegyesedő vagy lekerekedő. A tölcsér kicsiny, ezért az úszásukat nem is segíti hatásosan. Úszóik azonban szélesek, így ezekkel jól tudnak úszni. Nyilvánvaló tehát, hogy helyváltoztatásukban a kartölcsér játssza az igazi szerepet, ha az állat azt kinyitja, majd utána nagy erővel összecsukja, a karok közül kiáramló víz taszítja az állatot, és így a medúzához hasonló mozgás jön létre. Legismertebb fajuk a Cirrothauma murrayi. Ezt az állatot sokat emlegetik, mert ez az egyetlen eddig ismert polip, amely úgy alkalmazkodott a mélytengeri élethez, hogy szemei megdöbbentő módon elcsökevényesedtek, tehát az állat vakká vált. A karok igen érdekes alkatúak. A karok tövétől a hegyéig két sorban álló cirruszok mellett egy sorban elhelyezkedő tapadókorongok is ülnek. Orsó alakú nyúlványai mindegyikében egy-egy sajátos világítószervnek tartható test van. A 8 kar mindegyikén 36 lámpás található. A Cirroteuthis nem fajainak kartölcsérei rendszerint még nagyobbak, mint a Cirrothauma fajoké. Kartölcsérjük a félig kinyitott esernyőhöz hasonlít. Néhány fajuk a legkülönbözőbb tengerekben él.

### Opishoteuthidae család
Az Opishoteuthidae család képviselőinek ugyancsak különös alakjuk van. Laposak, és maga a test is csak kis dudorként emelkedik ki a palacsintaszerűen lelapult kis korongból. Ez a különös forma úgy jött létre, hogy az előbb tárgyalt fajok, ezzel a testtartással az aljzathoz simultak. Felülről nézve a korong közepén a kicsiny, boltozatszerűen kiemelkedő testet, illetve a fejet és rajta lévő egy szempárt láthatjuk.

## Incirettaalrendje
Az Octopodák második alrendje, amely jelentősen különbözik az előbbi alrend tagjaitól, ugyanis karjukon nincsenek cirruszok, és egyetlen fajuk testén sincs úszó. Tintazacskóból meglehetősen sok van az állatoknak, világítószervet azonban csak kevés faj esetén találhatunk. Az Inciretták túlnyomó többsége a sekély vizek lakója, néhány képviselőjük azonban a mélytengerekben is él.

### Hajóspolipokcsaládja (Argonautidae)
Az Argonautidae háza hártyavékony, olykor pergamenhez hasonló. A külső héja nem azonos eredetű a többi puhatestű héjával, ugyanis nem a köpeny, hanem a két, lebenyszerűen kiszélesedő hátoldali kar hozza létre, ezeken alakultak ki a mészanyagot termelő mirigyek. A héjban ülve, mindössze a fejét és valamennyi csápját kibujtatva, viszonylag lassan halad a nőstény. A mészhéj a Nautilus és a Spirula házához hasonló módon hidrosztatikus szerepet tölt be, minthogy a héj csúcsán kimutatható a gáz jelenléte. E sajkájából halászik az Argonauta, oly módon hogy megragadja, a véletlenül a karjainak vagy érzékeny karlebenyeinek ütköző zsákmányt. A hajóspolipok körében az ivari dimorfizmus, (más néven ivari kétalakúság az a jelenség, amikor egy faj hímnemű és nőnemű példányai jelentősen eltérnek egymástól testfelépítésben) egészen szélsőséges méreteket öltött. A hímek minden szaporodási időszakban egy hectocotylusnak nevezett nyúlványt növesztenek, ebben raktározódnak ivarsejtjeik. Párzáskor a hímek hectocotylusa leválik, így a hím ténylegesen nem is érintkezik a nősténnyel, csupán nyúlványa, és a benne található ivarsejtek ekképpen jutnak el hozzá.

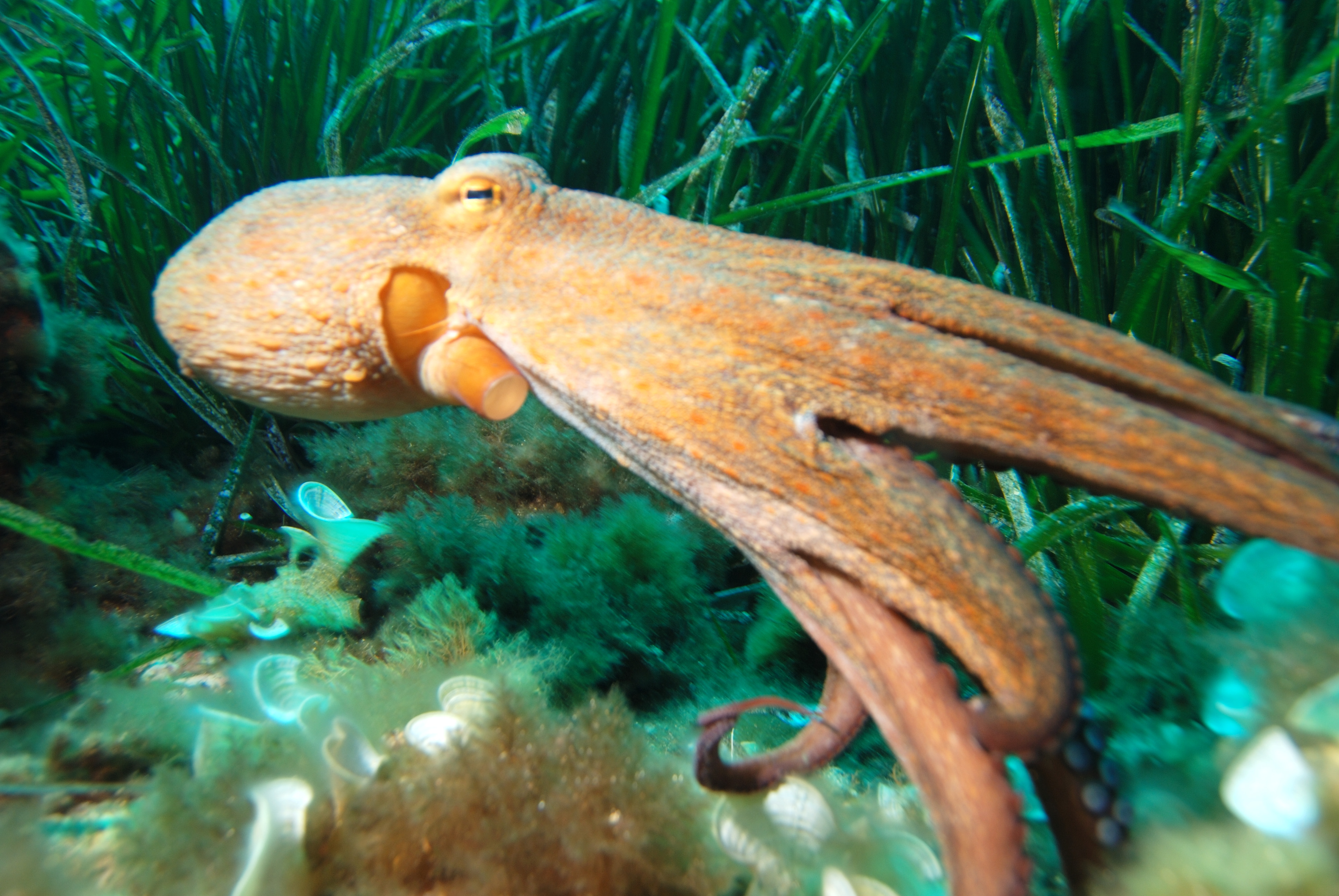
Közönséges polip

### Octopodidaecsalád
Legtöbb fajuk a partok közelében él és inkább jár és mászik, mintsem úszik. Általában a sziklák üregeiben és hasadékaiban tartózkodnak és onnan leselkednek zsákmányukra. Jóllehet bármely irányban tudnak mászni, mégis leginkább oldal felé szeretnek mozogni. Mozgás közben kinyújtják a lábaikat, fejüket felemelik, törzsüket valamelyest a negyedik karpárra döntik, tölcsérük nyílását pedig az egyik oldalra hajlítják. Oldalvást főképpen a két középső karpár segítségével mozognak, ellenben alsó és felső karjaikat csak éppen mellékesen használják úgy, ahogyan a terep éppen megköveteli. Ilyen módon meglehetősen gyorsan tudnak a vízbe be- és abból kijárni a búvóhelyükről. De mozgásuk részleteiben fajok szerint tetemesen eltérő. Maguktól nagyon ritkán hagyják el a vizet, azonban egyes fajok hosszabb ideig el tudnak élni a szárazon is. Ösztönük, melynek segítségével vissza tudnak találni a tengerbe, ha egy darabon elviszik őket a parttól befelé, csodálatraméltó, mert anélkül, hogy a vizet látnák, kőgátakon keresztül egyenes irányban mennek afelé. A Földközi-tenger partján még ma is azzal a névvel jelölik, amelyet még az ókori görögök és rómaiak adtak nekik; a pulp, polpo, poulpe név mind a görög „polypus” szó származéka, amely soklábút jelent. Ezek a nemek - a Polypus (régebben Octopus) és Moschites (régebben Eledone) - alkotják az első családjuknak, a polipféléknek (Polypidae) a zömét. A Octopida nem valamennyi tagjának a törzse zacskó alakú, gömbölyded s nagyon hosszú karjaik belső oldalát két sorban elhelyezkedő szívókorongok borítják. A nem leggyakoribb, legmesszebb elterjedt faja a közönséges polip (Octopus vulgaris). Színe nyugodt állapotban szürke, de ez a szín, ha az állat izgalomba jön, barnás, vöröses, sárgás, kékes, zöldes árnyalatúvá lesz, és ezek a színek mintegy végigfolynak a testén; szinte szó szerint lehet alkalmazni azt a kifejezést, hogy elönti az epe, ami különösen akkor alkalmazható rá, ha kékes vagy zöldes árnyalat ömlik el rajta. Teste egész felső oldalát sűrű, finom szemölcsök borítják. A Földközi-tengerben otthon van mindenütt, de sokkal messzebb is elterjedt, mert előfordul az Atlanti-óceán partjai mentén is mindenütt, azután a Vörös-tengerben, a kelet- és nyugatindiai szigetvilágban, Japán partjain és a Csendes-óceán déli részeiben is.

## Rendszerezés
Alloposidae
- Haliphron
  - Haliphron atlanticus

Argonautidae
- Argonauta
  - Argonauta hians
  - Argonauta nodosa
  - Argonauta nouryi
  - Argonauta pacifica

Bolitaenidae
- Bolitaena
- Dorsopsis
- Eledonella
- Japetella

Keuppia
- Keuppia
  - Keuppia levante

Octopodidae
- Benthoctopus
  - B. abruptus
  - B. berryi
  - B. canthylus
  - B. ergasticus
  - B. eureka
  - B. fuscus
  - B. hokkaidensis
  - B. januarii
  - B. leioderma
  - B. levis
  - B. lothei
  - B. macrophallus
  - B. magellanicus
  - B. oregonae
  - B. oregonensis
  - B. piscatorum
  - B. profundorum
  - B. pseudonymus
  - B. robustus
  - B. sibiricus
  - B. thielei
  - B. yaquinae
- Bathypolypodinae
- Eledoninae
- Graneledoninae
- Megaleledoninae
- Octopodinae
- Ameloctopus
- Aphrodoctopus
- Bathypolypus
- Bentheledone
- Euaxoctopus
- Grimpella
- Cistopus
- Eledone
- Megaleledone
- Pareledone
- Pteroctopus
- Robsonella
- Scaeurgus
- Teretoctopus
- Tetracheledone
- Thaumeledone
- Velodona
- Vosseledone
- Graneledone
  - G. antarctica
  - G. boreopacifica
  - G. challengeri
  - G. macrotyla
  - G. verrucosa
- Enteroctopus
  - Óriáspolip (Enteroctopus dolfeini)
  - Enteroctopus juttingi
  - Enteroctopus megalocyathus
  - Enteroctopus membranaceus
- Hapalochlaena
  - H. fasciata
  - H. lunulata
  - H. maculosa
  - H. nierstraszi
- Octopus
  - O. abaculus
  - O. aculeatus
  - Adams polip (O. adamsi)
  - O. aegina
  - O. alatus
  - O. alecto
  - O. alpheus
  - O. araneoides
  - O. arborescens
  - O. areolatus
  - O. aspilosomatis
  - Ausztrál polip (O. australis)
  - O. balboai
  - O. berrima
  - O. bimaculatus
  - Mósusz polip (O. bimaculoides)
  - O. bocki
  - O. briareus
  - O. brocki
  - O. bunurong
  - O. burryi
  - Kaliforniai polip (O. californicus)
  - O. campbelli
  - O. carolinensis
  - O. chierchiae
  - O. conispadiceus
  - O. cordiformis
  - O. cyanea
  - O. defilippi
  - O. dierythraeus
  - O. digueti
  - O. exannulatus
  - O. fangsiao
  - O. favonius
  - O. filamentosus
  - O. filosus
  - O. fitchi
  - O. fujitai
  - O. gardineri
  - O. globosus
  - O. graptus
  - O. guangdongenis
  - O. hardwickei
  - O. hattai
  - O. hongkongensi
  - O. horridus
  - O. hubbsorum
  - O. joubini
  - O. kagoshimensis
  - O. kaurna
  - O. kermadecensis
  - O. lechenaultii
  - O. lobensis
  - O. longispadiceus
  - O. luteus
  - Sárga óriáspolip (O. macropus)
  - O. magnificus
  - O. maorum
  - Margit-polip (O. marginatus)
  - O. maya
  - O. membranaceus
  - O. mercatoris
  - O. microphthalmus
  - O. micropyrsus
  - O. mimus
  - O. minor
  - O. mototi
  - O. mutilans
  - O. nanhaiensis
  - O. nanus
  - O. niveus
  - O. nocturnus
  - O. occidentalis
  - O. ochotensis
  - O. oculifer
  - O. oliveri
  - O. ornatus
  - O. oshimai
  - O. ovulum
  - O. pallidus
  - O. parvus
  - O. penicillifer
  - O. pentherinus
  - O. polyzenia
  - O. prashadi
  - O. pricei
  - O. pumilus
  - O. rapanui
  - O. robsoni
  - O. roosevelti
  - Atlanti-óceáni polip (O. rubescens)
  - O. salutii
  - O. sanctaehelenae
  - O. sasakii
  - O. selene
  - O. spinosus
  - O. striolatus
  - O. superciliosus
  - O. taprobanensis
  - O. tehuelchus
  - O. tenebricus
  - O. tetricus
  - O. tonganus
  - O. tsugarensis
  - O. validus
  - O. varunae
  - O. veligero
  - O. verrucosus
  - O. vitiensis
  - Közönséges polip (O. vulgaris)
  - O. warringa
  - O. winckworthi
  - O. wolfi
  - O. yendoi
  - O. zonatus

Ocithoidae
- Ocythoe
  - Ocythoe tuberculata

Vampyromorphida
- Vampyroteuthidae